# Danh sách xa lộ liên tiểu bang chỉ nằm trong một tiểu bang
Có một số Xa lộ Liên tiểu bang "nội tiểu bang" (tiếng Anh: intrastate Interstate Highway); có nghĩa là các xa lộ liên tiểu bang này nằm hoàn toàn bên trong một tiểu bang. Khái niệm này có vẽ như mâu thuẫn nhưng thuật từ "liên tiểu bang" ở đây chỉ ám chỉ đến cách thức mà toàn bộ nhóm xa lộ được cấp quỹ xây dựng (như một hệ thống các xa lộ liên kết lại với nhau trong phạm vi quốc gia), chớ không phải là lộ trình mà mỗi xa lộ đi qua.

## Bên trong 48 tiểu bang Hoa Kỳ lục địa
Danh sách này chỉ bao gồm các xa lộ liên tiểu bang chính yếu (các xa lộ có mã số nhỏ hơn 100). Đa số (nhưng không phải tất cả) xa lộ liên tiểu bang có 3 chữ số là nội tiểu bang.
| Tên xa lộ liên tiểu bang       | Tiểu bang      | Lộ trình                                                           | Chiều dài (dặm) | Chiều dài (km) | Ghi chú |
| ------------------------------ | -------------- | ------------------------------------------------------------------ | --------------- | -------------- | --- |
| Xa lộ Liên tiểu bang 4         | Florida        | Tampa (I-275) đến Daytona Beach (I-95)                             | 132,3           | 212,9          | |
| Xa lộ Liên tiểu bang 12        | Louisiana      | Baton Rouge (I-10) đến Slidell (I-10/I-59)                         | 85,6            | 137,8          | |
| Xa lộ Liên tiểu bang 16        | Georgia        | Macon (I-75) đến Savannah                                          | 166,8           | 268,4          | |
| Xa lộ Liên tiểu bang 17        | Arizona        | Phoenix (I-10) đến Flagstaff (I-40)                                | 145,8           | 234,6          | |
| Xa lộ Liên tiểu bang 19        | Arizona        | Nogales (biên giới Hoa Kỳ-Mexico) đến Tucson (I-10)                | 63,4            | 102,0          | I-19 đi đến biên giới Mexico nhưng không qua bất cứ ranh giới tiểu bang nào.                                                                    |
| Xa lộ Liên tiểu bang 27        | Texas          | Lubbock (US 87) đến Amarillo (I-40/US 60/US 87/US 287)             | 124,1           | 199,7          | |
| Xa lộ Liên tiểu bang 37        | Texas          | Corpus Christi (US 181) đến San Antonio (I-35)                     | 143,0           | 230,1          | |
| Xa lộ Liên tiểu bang 43        | Wisconsin      | Beloit (I-39/I-90) đến Green Bay (US 41/US 141)                    | 191,6           | 308,4          | |
| Xa lộ Liên tiểu bang 45        | Texas          | Galveston (SH-124) đến Dallas (I-30/US 67)                         | 284,9           | 458,5          | Xa lộ liên tiểu bang 2-số duy nhất có số cuối bằng 0 hay 5 lại là một xa lộ "nội tiểu bang". Số như thế đáng ra được dành cho xa lộ then chốt.  |
| Xa lộ Liên tiểu bang 49        | Louisiana      | Lafayette (I-10/US 167) đến Shreveport (I-20)                      | 208,3           | 335,2          | Dự định xây đến Kansas City, Missouri |
| Xa lộ Liên tiểu bang 73        | North Carolina | Ellerbe (US 220) đến Greensboro (I-40/I-85)                        | 56,7            | 91,2           | Dự định xây đến Michigan và South Carolina |
| Xa lộ Liên tiểu bang 86 (tây)  | Idaho          | Heyburn (I-84/US 30) đến Pocatello (I-15)                          | 62,9            | 101,2          | |
| Xa lộ Liên tiểu bang 87        | New York       | Thành phố New York (I-278) đến Champlain (biên giới Hoa Kỳ-Canada) | 333,5           | 536,7          | Xa lộ liên tiểu bang nội tiểu bang dài nhất, I-87 đến biên giới Canada nhưng không đi qua ranh giới tiểu bang nào.                              |
| Xa lộ Liên tiểu bang 88 (tây)  | Illinois       | Silvis (I-80) đến Hillside (I-290)                                 | 140,6           | 226,3          | |
| Xa lộ Liên tiểu bang 88 (đông) | New York       | Binghamton (I-81) đến Schenectady (I-90)                           | 117,8           | 189,6          | |
| Xa lộ Liên tiểu bang 96        | Michigan       | Norton Shores (US 31) đến Detroit (I-75)                           | 192,1           | 309,2          | |
| Xa lộ Liên tiểu bang 97        | Maryland       | Annapolis (US 50) đến Baltimore (I-695/I-895)                      | 17,6            | 28,3           | Hiện tại là xa lộ liên tiểu bang 2-số ngắn nhất, nằm hoàn toàn bên trong một quận và không có kết nối đến một xa lộ liên tiểu bang 2-số nào cả. |
| Xa lộ Liên tiểu bang 99        | Pennsylvania   | Bedford (I-70/I-76/US 220) đến Bellefonte (I-80/US 220)            | 85,0            | 136,8          | Xa lộ Liên tiểu bang 99 có thể từ từ mở rộng đi qua tiểu bang New York qua ngã US 15 và Maryland đến Xa lộ Liên tiểu bang 68.                   |

Ngoài ra, có 4 xa lộ liên tiểu bang gần như là xa lộ nội tiểu bang:
- Xa lộ Liên tiểu bang 66 nằm gần như hoàn toàn trong tiểu bang Virginia, nhưng có một đoạn ngắn nằm trong Đặc khu Columbia. I-66 dài 75 dặm (121 km) với khoảng nữa dặm (0,8 km) nằm trong D.C.
- Xa lộ Liên tiểu bang 72 nằm gần như hoàn toàng trong tiểu bang Illinois,  nhưng có một đoạn ngắn nằm trong Missouri.  I-72 dài 184 dặm (296 km) với khoảng hai dặm (3,2 km) trong Missouri.
- Xa lộ Liên tiểu bang 76 (đoạn phía tây) nằm gần như hoàn toàn trong tiểu bang Colorado, nhưng có một đoạn ngắn nằm trong Nebraska nối liền với Xa lộ Liên tiểu bang 80. I-76 dài 186 dặm (299 km) với ít hơn 3 dặm (4,8 km) trong Nebraska.
- Xa lộ Liên tiểu bang 86 (đoạn phía đông) nằm gần như hoàn toàn trong tiểu bang New York, nhưng có một đoạn ngắn nằm trong Pennsylvania nối liền với Xa lộ Liên tiểu bang 90. I-86 dài 177 dặm (285 km) (đang được mở rộng lên đến 380 dặm, 610 km) với ít hơn 7 dặm (11 km) trong Pennsylvania.

## Bên ngoài 48 tiểu bang lục địa
Vì tiểu bang Alaska và Hawaii không có ranh giới trên bộ với bất cứ tiểu bang nào khác của Hoa Kỳ nên các xa lộ liên tiểu bang của hai tiểu bang này đều nằm trọn vẹn bên trong ranh giới của chúng. Puerto Rico không phải là một tiểu bang; tuy nhiên nó cũng có các xa lộ được chính phủ liên bang Hoa Kỳ cấp quỹ từ chương trình xây dựng xa lộ liên tiểu bang.

### Các xa lộ liên tiểu bang có biển dấu
H-1, H-2, và H-3 là viết tắt cho Hawaii-1, Hawaii-2, và Hawaii-3, theo thứ tự vừa kể. Các xa lộ cao tốc này là một phần trong Hệ thống Xa lộ Liên tiểu bang và vì thế chúng được gọi là các xa lộ liên tiểu bang. Tất cả các xa lộ này nằm trên đảo đông dân nhất là Oahu. Không có xa lộ liên tiểu bang trên các đảo khác của Hawaii.
| Interstate Highway       | Route                                                  | Length (mi) | Length (km) |
| ------------------------ | ------------------------------------------------------ | ----------- | ----------- |
| Xa lộ Liên tiểu bang H-1 | Kapolei, HI (Route 93) đến Honolulu, HI (Route 72)     | 27,2        | 43,8        |
| Xa lộ Liên tiểu bang H-2 | Pearl City, HI (H-1) đến Wahiawā, HI (Route 99)        | 8,3         | 13,4        |
| Xa lộ Liên tiểu bang H-3 | Hālawa, HI (H-1) đến Căn cứ Thủy quân lục chiến Hawaii | 15,3        | 24,6        |

### Các xa lộ liên tiểu bang không biển dấu
Các xa lộ liên tiểu bang tại Alaska và Puerto Rico không có cắm biển dấu xa lộ liên tiểu bang, và được đặt tên như vậy chủ yếu cho mục đích nhận tiền tài trợ của chính phủ liên bang Hoa Kỳ. Xa lộ Liên tiểu bang A-1 đến A-4 nằm trong tiểu bang Alaska, và Xa lộ Liên tiểu bang PRI-1 đến PRI-3 nằm trong Puerto Rico.  Các xa lộ này không bắt buộc phải hội đủ chuẩn xa lộ liên tiểu bang. Chính vì vậy phần lớn các đoạn đường của các xa lộ liên tiểu bang này không phải là xa lộ cao tốc. Xa lộ cao tốc tại Puerto Rico chính yếu là các xa lộ thu phí, không được cấp quỹ từ chương trình Hệ thống Xa lộ Liên tiểu bang Eisenhower.  Có rất ít xa lộ cao tốc tại tiểu bang Alaska; chúng chủ yếu hiện diện gần thành phố Anchorage, Fairbanks, và Wasilla.
| Xa lộ liên tiểu bang       | Lộ trình                                 | Chiều dài (dặm) | Chiều dài (km) |
| -------------------------- | ---------------------------------------- | --------------- | -------------- |
| Xa lộ Liên tiểu bang A-1   | Anchorage, AK (A-3) đến biên giới Canada | 408,2           | 656,9          |
| Xa lộ Liên tiểu bang A-2   | Tok, AK (A-1) đến Fairbanks (A-4)        | 202,2           | 325,4          |
| Xa lộ Liên tiểu bang A-3   | Anchorage, AK (A-1) đến Soldotna         | 148,1           | 238,3          |
| Xa lộ Liên tiểu bang A-4   | Palmer, AK (A-1) đến Fairbanks (A-2)     | 323,7           | 520,9          |
| Xa lộ Liên tiểu bang PRI-1 | Ponce, PR (PRI-2) đến San Juan (PRI-2)   | 71,1            | 114,4          |
| Xa lộ Liên tiểu bang PRI-2 | Ponce, PR (PRI-1) đến San Juan (PRI-3)   | 138,1           | 222,3          |
| Xa lộ Liên tiểu bang PRI-3 | San Juan, PR (PRI-2) đến Ceiba           | 40,6            | 65,3           |